# Université d'Hawaï
L'université d'Hawaï (en anglais : University of Hawai`i System, communément UH) est une université située à Hawaï, composée de trois campus et sept collèges communautaires.

## Divisions

### Universités
- Université d'Hawaï à Mānoa
- Université d'Hawaï à Hilo
- University d'Hawaii–West Oahu

### Collèges
- Maui Community College

### Collèges communautaires
- Hawaii Community College
- Honolulu Community College
- Kapiolani Community College
- Kauai Community College
- Leeward Community College
- Windward Community College

### Écoles professionnelles
- College of Pharmacy
- John A. Burns School of Medicine
- William S. Richardson School of Law

### Centres de recherche
- Cancer Research Center of Hawai‘i
- East-West Center
- Observatoire du Haleakalā
- Hawai‘i Natural Energy Institute
- Institute for Astronomy
- Institute of Geophysics and Planetology
- Institute of Marine Biology
- Lyon Arboretum
- Observatoires du Mauna Kea
- Observatoire W. M. Keck
- Waikīkī Aquarium

### Centres universitaires
- University of Hawaii Center West Hawaii
- University of Hawaii Center Kauai
- University of Hawaii Center Maui

### Centres éducatifs
- Molokai Education Center
- Lanai Education Center
- Hana Education Center
- Waianae Education Center
- Lahaina Education Center

## Personnalités liées à l'université

### Étudiants
- Barack Obama, Sr., père de Barack Obama, 44e président des États-Unis ;
- Paul Christiaan Klieger, anthropologue américain ;
- Scott Baker, biologiste moléculaire et spécialiste des cétacés ;
- Alice Ball, chimiste américaine qui a isolé le principe actif du premier traitement contre la lèpre ;
- Faustina K. Rehuher-Marugg, ministre des Affaires culturelles puis ministre d'État des Palaos ;
- Jon Jonassen, compositeur et diplomate cookien.